# Pierre-Raymond de Brisson
Pierre-Raymond de Brisson (Moissac, 22 de enero de 1745- ib., 1820) fue un administrador colonial y explorador francés.

## Biografía
Los detalles de su vida se conocen por lo que él mismo contó en su relato, Histoire du naufrage et de la captivité de M. de Brisson [Historia del Naufragio y Cautiverio del Sr. de Brisson], publicado en 1789. 
Brisson fue un oficial de la administración colonial francesa. Había viajado a África antes de 1785, año en que naufragó con el barco Sainte-Catherine en la costa mauritana, cerca de Cap-Blanc.
Fue capturado por los moros labdesseba (Ouled Bou Sbaa), y fue liberado después de negociaciones del gobierno francés con el emperador de Marruecos. 
La historia de sus aventuras fue un éxito de ventas en su época y fue traducida al inglés tres años después, en 1792, con el título de Voyages to the Coast of Africa. 